# 电湿润
电湿润 是指通过电场改变（一般为疏水的）表面的湿润性质的现象。

## 历史
在1875年，加布里埃尔·李普曼第一次阐释了水银和其他液体在带电表面的电湿润现象， 当然这一现象在更早以前就已经被观察到了。A.N. Frumkin 在1936年就已使用表面电荷来改变水滴的形状 。1981年，“电湿润”一词被首次提出，用于描述一种新型显示器的设计所使用的效应。J. Brown在1980年第一次研究控制化学试剂和生物液体的“液体晶体管”，之后美国国家科学基金会资助了这一项目（项目8760730以及8822197） ，其中涉及绝缘电解质层，疏水层，混溶液体, 直流和射频电源，以及大规模纵横交错的微小的电极阵列，和大块或者是小块对应位置的氧化铟锡(ITO)电极，用于移动离散的小水珠使其做直线、环形运动，或用来排掉、混合液体，填充液体库，并且使用电信号或光信号控制液体的移动
 。